# Bikin
Huyện Bikin (tiếng Nga: Бикин райо́н) là một huyện hành chính tự quản (raion), của Vùng Khabarovsk, Nga. Huyện có diện tích 13 km². Trung tâm của huyện đóng ở Bikin.